# Adrian Kempe
Adrian Kempe (Kramfors, Suecia, 13 de septiembre de 1996), apodado Juice, es un jugador profesional sueco de hockey sobre hielo que se desempeña en la posición de extremo derecho en Los Angeles Kings, equipo de la National Hockey League (NHL).

## Carrera
Fue seleccionado en la primera ronda en la NHL Entry Draft de 2014. En 2016 hizo su debut profesional con el equipo Los Angeles Kings, donde lleva jugando ocho temporadas.